# 1739
Năm 1739 (số La Mã: MDCCXXXIX) là một năm thường bắt đầu vào thứ năm trong lịch Gregory (hoặc một năm thường bắt đầu vào thứ hai của lịch Julius chậm hơn 11 ngày).

## Mất
- 23 tháng 7 – Nguyễn Phúc Điền, tước phong Dận Quốc công, công tử con chúa Nguyễn Phúc Chu (m. 1700).